# 临海童街道
临海童街道，是中华人民共和国安徽省淮北市烈山区下辖的一个乡镇级行政单位。

## 行政区划
临海童街道下辖以下地区：
临涣矿第一社区、临涣矿第二社区、海孜矿第一社区、海孜矿第二社区、海孜二矿社区、童亭矿第二社区、童亭矿第一社区、临涣选煤厂社区、铁运分处社区、三十三处海孜社区和三十三处小湖孜社区。